# Krstarice klase Novara
Klasa Novara (izvorno Rapidkreuzer - brza krstarica ili Helgoland-Klasse) bila je klasa austrougarskih krstarica. U razdoblju od 1912. do 1915. u riječkom brodogradilištu izgrađene su tri krstarice ove klase: Novara, Helgoland i Saida.